# サンディ・ウェクスラー
『サンディ・ウェクスラー』（原題:Sandy Wexler）は2017年に配信されたアメリカ合衆国のコメディ映画である。監督はスティーヴン・ブリル、主演はアダム・サンドラーが務めた。

## 概略
1990年代のロサンゼルス。タレントのマネージャー、サンディ・ウェクスラーはショービジネスの世界で細々と仕事をしていた。そんなある日、ウェクスラーは遊園地で歌手のコートニー・クラークと出会った。その歌唱を聴いたウェクスラーは「彼女には驚くほどの才能があり、世界で活躍することも夢ではない」と確信し、クラークのマネジメントを買って出ることにしたが、あり余る才能だけで売れるほど甘い世界ではなかった。彼女がスターになれるか否かは、ウェクスラーのマネジメント技術にかかっていたのである。

## キャスト
※括弧内は日本語吹替。
- アダム・サンドラー - サンディ・ウェクスラー（森川智之）
- ジェニファー・ハドソン - コートニー・クラーク（志田有彩）
- ケヴィン・ジェームズ - テッド・ラファーティ（塩屋浩三）
- テリー・クルーズ - ボビー・バーンズ（ベッドタイム）（白熊寛嗣）
  - シャド・ガスパード - リングで戦うベッドタイム
- ロブ・シュナイダー - フィルツ（木村雅史）
- コリン・クイン - ケヴィン・コナーズ（宮本誉之）
- ニック・スウォードソン - ゲイリー・ロジャース（高坂宙）
- ラモーネ・モリス - ブリング（荒井勇樹）
- アーロン・ネヴィル - ウィリー・クラーク（後藤光祐）
- ジェーン・シーモア - シンディ・マーヴェル（定岡小百合）
- サンディ・ワーニック - ピーター・マーヴェル
- ウェイン・フェダーマン - エリック・ラモンゾフ
- ジャッキー・サンドラー - エイミー・バスキン
- ルイス・ガスマン - オスカー
- ロブ・ライナー - マーティ・マルコウィッツ
- クリス・エリオット - ミスター・バトンズ
- イードゥー・モセーリ - ユーリ
- マイロ・ヴィンティミリア - バリー・ブバッツィ
- エウヘニオ・デルベス - ラミロ・アレハンドロ
- ジェシカ・ロウ - ミス・ギデオン
- アレン・コヴァート - ガーヴィ
- ジョナサン・ローラン - ジョン
- ケイト・ミクーチ - トリーシャ

### 本人役でのカメオ出演
- ダリアス・ラッカー
- ジュエル
- ジェイソン・プリーストリー
- クインシー・ジョーンズ
- アーセニオ・ホール（三瓶雄樹）
- ジャド・アパトー
- ジャニーン・ガラファロー
- ポーリー・ショア
- ケヴィン・ニーロン
- ローン・マイケルズ（木村雅史）
- ダナ・カーヴィ
- クリス・ロック（間宮康弘）
- デヴィッド・スペード
- ジョージ・ウェント
- ペン・ジレット
- ヘンリー・ウィンクラー
- トニー・オーランド
- AL B.シュア!
- ブライアン・マックナイト
- ヴァニラ・アイス
- ジミー・キンメル
- コナン・オブライエン
- ルーイ・アンダーソン
- アル・ヤンコビック
- ベイビーフェイス
- メイス
- リサ・ローブ（伊藤亜祐美）
- ジョン・ロヴィッツ
- ジェイ・レノ
- バッド・フリードマン
- アレックス・フリードマン

### その他のカメオ出演
- マイク・ジャッジ - ビーバス/バットヘッド（声の出演）
- ソロファ・ファトゥ - TSUNAMI
- デビッド・オタンガ - リポーター

日本語吹替その他出演︰織部ゆかり、土井真理、大泊貴揮、岩中睦樹、佐々健太、菊地達弘、佐々木薫、佐々木義人、前田雄、佐々木祐介、寺依沙織、まつだ志緒理、山本善寿、拝真之介、矢野正明
日本語版制作スタッフ 演出：前田茜、翻訳：宇都宮由美、制作：東北新社

## 製作
2016年7月20日、アダム・サンドラー主演の新作映画にジェニファー・ハドソンが出演することになったと報じられた。26日、ケヴィン・ジェームズ、テリー・クルーズ、ロブ・シュナイダーがキャスト入りした。8月2日、本作の主要撮影が始まった。
なお、本作の主人公のキャラクター造型は、サンドラーのマネージャーを務めていたサンディ・ワーニックを参考にしている。

## マーケティング
2017年1月19日、本作の劇中写真が初めて公開された。2月26日、本作のオフィシャル・トレイラーが公開された。

## 評価
本作に対する批評家からの評価は芳しいものではない。映画批評集積サイトのRotten Tomatoesには22件のレビューがあり、批評家支持率は27%、平均点は10点満点で4.11点となっている。サイト側による批評家の見解の要約は「『サンディ・ウェクスラー』は直近のアダム・サンドラー出演作に比べてやや出来が良い。しかし、そのことを以て、熱心なサンドラーファン以外の人間に同作の鑑賞を勧める理由にはならない。」となっている。また、Metacriticには8件のレビューがあり、加重平均値は40/100となっている。